# Арнолд Цвайг
Арнолд Цвайг (на немски: Arnold Zweig) е немски писател, един от значимите литературни творци от Източна Германия. Автор е на романи, есета, стихотворения и пиеси.

## Биография
Арнолд Цвайг е роден в еврейско семейство на сарач, активист в ционисткото движение. След като завършва гимназия в Катовице, Цвайг започва да следва през 1907 г. германистика, философия, психология, история на изкуството и национална икономика в Вроцлавския университет. Продължава обучението си в Мюнхен, Берлин, Гьотинген и Росток. През този период търпи влияния от неокантианството и философията на Ницше.
Литературният му дебют е през 1912 г. с тома „Новели за Клаудиа“ („Novellen um Claudia“). През 1915 г. получава наградата Клайст за трагедията „Ритуално убийство в Унгария“ („Ritualmord in Ungarn“).
През 1915 г. Цвайг е мобилизиран и пратен на фронта. Преди това има пруско-националистични възгледи, но под впечатленията си от Първата световна война, през която воюва в Сърбия, Белгия и при Вердюн, променя светогледа си и става пацифист.
След войната Цвайг се установява край Щарнбергското езеро като писател на свободна практика. Развива приятелски отношения с Лион Фойхтвангер и Зигмунд Фройд (на когото посвещава най-значимия си роман „Спорът за сержанта Гриша“). В есета, театрални пиеси и кратка проза Цвайг пресъздава преживяванията си през войната и споделя размишленията си върху еврейството. Застъпва се за хуманен социализъм.
Кореспонденцията му с Мартин Бубер, започнала още през войната, го сближава с идеите на ционизма, с който през следващите години остава тясно свързан.
Арнолд Цвайг си създава известност с цикъла романи „Голямата война на белите мъже“ („Der große Krieg der weißen Männer“), в който влизат:
- „Спорът за сержанта Гриша“ („Der Streit um den Sergeanten Grischa“), 1927
- „Млада жена през 1914 година“ („Junge Frau von 1914“), 1931
- „Възпитание пред Вердюн“ („Erziehung vor Verdun“), 1935
- „Коронясването на един крал“ („Einsetzung eines Königs“), 1937
- „Затишието“ („Die Feuerpause“), 1954
- „Времето е назряло“ („Die Zeit ist reif“), 1957

Когато през 1933 г. на власт в Германия идват националсоциалистите, книгите на Арнолд Цвайг са сред публично изгорените. Писателят поема пътя на емиграцията – първо заминава в Чехословакия, оттам през Франция и Швейцария отива в Палестина и след 1914 г. живее в Хайфа.
След края на Втората световна война Цвайг се завръща през 1948 г. в Германия и се установява в Берлин.
Като убеден социалист Арнолд Цвайг намира признание в съветската окупационна зона и по-късно в ГДР. През 1962 г. в Берлин излиза романът му „Скъпа е мечтата“ („Traum ist teuer“).
В ГДР Арнолд Цвайг заема високи постове в обществени и културни организации. През 1949–1968 г. е депутат в парламента, през 1950–1953 г. е президент на Академията на изкуствата на ГДР, впоследствие почетен президент, а от 1949 г. е член на Световния съвет на мира и участва в конгресите му в Париж и Варшава.
През 1957 г. става президент на германския ПЕН клуб, а от 1967 г. – на ПЕН клуба на ГДР.
През 1958 г. на писателят е присъдена Международната Ленинска награда за укрепване на мира между народите, а през 1950 г. е удостоен с Националната награда на ГДР. Награден е и с ордена За заслуги към Отечеството.